# Tribunal de minori și familie
Tribunal de minori și familie a fost înființat prin Ordinul Ministrului Justiției cu nr.3142/C/22.11.2004, emis în baza art.130 alin.2 din Legea nr.304/2004 privind organizarea judiciara,precum și a dispozițiilor H.G.736/2003, in vigoare la acea data, privind organizarea și funcționarea Ministerului Justiției.Potrivit Ordinului susmenționat, TMF a început sa funcționeze efectiv începând din data de 22.11.2004.